# Bonifacio Zuppini
Bonifacio Zuppini (Verona, 6 agosto 1897 – Isola della Scala, 28 ottobre 1927) è stato un calciatore italiano, di ruolo difensore.

## Carriera
Terzino veronese con all'attivo 7 stagioni nelle file dell'Hellas, nella massima divisione, Zuppini passò al Modena nell'estate del 1927. Il 28 ottobre dello stesso anno, nel corso di una battuta di caccia nei pressi di Verona, morì per un colpo accidentale che lo colpì al capo.